# 사샤 스필버그

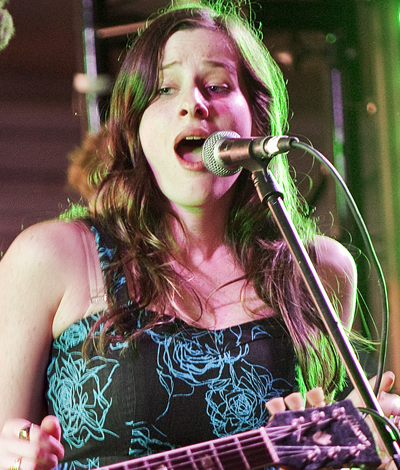

사샤 스필버그(Sasha Rebecca Spielberg, 1990년 5월 14일 ~ )는 미국의 배우, 음악가, 가수, 영화배우이다.
로스앤젤레스에서 태어났다.

## 영화
- 아트 오브 겟팅 바이 (2011년) - 조 역
- 드라이 랜드 (2010년)
- 더 컴퍼니 맨 (2010년) - 사라 역
- 에브리바디 올라잇 (2010년)
- 인디아나 존스: 크리스탈 해골의 왕국 (2008년)
- 뮌헨 (2005년) - TV를 시청하는 젊은 이스라엘 여자 역
- 터미널 (2004년)
- 러브 레터 (1999년)